# 세바스티앙 살가두
세바스티앙 히베이루 살가두 주니오르(Sebastião Ribeiro Salgado Júnior, 1944년 2월 8일 ~ 2025년 5월 23일)는 브라질의 사회 다큐멘터리 사진가이자 포토저널리스트이다.
그는 사진 프로젝트를 위해 120개국 이상을 여행했으며, 그의 작품은 수많은 언론 매체와 서적에 실렸다. 그의 작품 순회 전시는 전 세계에서 열렸다.
살가두는 유니세프 친선대사였다. 1982년에는 W. 유진 스미스 기념 기금 장학금을 받았으며, 1992년에는 미국 예술 과학 아카데미 외국 명예 회원, 1993년에는 영국 왕립 사진 협회 센테너리 메달과 명예 펠로우십(HonFRPS)을 수상했다. 그는 2016년 4월부터 프랑스 학술원의 예술 아카데미 회원이었다.

## 초기 생애 및 교육
세바스티앙 살가두는 1944년 2월 8일, 브라질 미나스 제라이스의 아이모레스에서 태어났다. 다소 유랑하는 어린 시절을 보낸 후, 살가두는 경제학자로 훈련받아 에스피리투산투 연방 대학교에서 학사 학위를, 상파울루 대학교에서 석사 학위를, 신 파리 대학교에서 박사 학위를 취득했다.
그는 국제 커피 기구에서 경제학자로 일했으며 종종 세계은행 임무로 아프리카를 여행했다.

## 사진
살가두가 처음으로 진지하게 사진을 찍기 시작한 것은 아프리카 여행 중이었다. 그는 경제학자로서의 경력을 포기하고 1973년에 사진으로 전향했으며, 처음에는 뉴스 업무를 하다가 다큐멘터리 작업으로 더 기울었다. 살가두는 처음에 사진 에이전시 시그마와 파리에 기반을 둔 감마에서 일했지만, 1979년에 국제 사진가 협동 조합인 매그넘 포토스에 합류했다. 그는 1994년에 매그넘을 떠나 아내 레리아 바니크 살가두와 함께 파리에 자신만의 에이전시인 아마조나스 이미지를 설립하여 자신의 작품을 대표했다. 그는 개발도상국의 노동자들을 다룬 사회 다큐멘터리 사진으로 특히 유명하다. 그의 작업은 파리에 있다.
살가두는 장기적인 자체 부여 프로젝트에 참여했으며, 이 중 다수는 책으로 출판되었다: The Other Americas, Sahel, Workers, Migrations, 그리고 Genesis. 앞서 언급된 세 작품은 전 세계에서 수백 장의 이미지를 담은 거대한 컬렉션이다. 그의 가장 유명한 사진들은 1986년에서 1989년 사이에 촬영된 브라질의 세라 펠라다라는 금광의 사진이다. 그는 2001년부터 유니세프 친선대사로도 활동했다.
2004년부터 2011년까지 살가두는 자연과 인류의 흠 없는 모습을 보여주는 것을 목표로 '제네시스(Genesis)' 작업을 진행했다. 이 작품은 풍경과 야생 동물, 그리고 조상 대대로 내려오는 전통과 문화에 따라 살아가는 인간 공동체의 사진 시리즈로 구성되어 있다. 이 작품은 자연 속에서 인류가 자신을 재발견할 수 있는 잠재적인 경로로 구상되었다.
2007년 9월과 10월에 살가두는 런던 브라질 대사관에서 인도, 과테말라, 에티오피아, 브라질의 커피 노동자 사진을 전시했다. 이 프로젝트의 목표는 인기 있는 음료의 기원에 대한 대중의 인식을 높이는 것이었다.
살가두는 브라질 아마존 우림의 풍경과 사람들을 촬영했다.
살가두의 작품은 가디언의 안드레이 네투에 의해 "즉시 알아볼 수 있는 흑백 구성과 극적인 조명의 조합"으로 묘사되었다.
살가두와 그의 작품은 윔 벤더스와 살가두의 아들 줄리아누 히베이루 살가두가 감독하고 레리아 바니크 살가두가 제작한 영화 세상의 소금 (2014)의 주제가 되었다.

## 환경 보호
레리아와 세바스티앙은 1990년대부터 브라질 대서양림의 일부를 복원하는 작업을 함께 해왔다. 1998년에는 17,000 에이커 (6,900 ha)를 자연 보호 구역으로 만들고 이스투토 테라를 설립하는 데 성공했다. 이 연구소는 재조림, 보존 및 환경 교육 사명에 전념하고 있다.

## 사생활 및 사망
살가두는 레리아 바니크 살가두와 결혼했으며, 줄리아누 히베이루 살가두를 포함한 두 자녀를 두었다.
2010년 서뉴기니 여행에서 살가두는 열대 말라리아에 걸려 골수 기능에 영구적인 손상을 입었다. 살가두는 2025년 5월 23일 파리에서 사망했다. 그의 사망 소식은 다음날 이스투토 테라에 의해 발표되었다.

## 수상
- 1982년: W. 유진 스미스 기념 기금으로부터 W. 유진 스미스 장학금[3]
- 1985년: 오스카르 바르나크상[24]
- 1989년: 스웨덴 예테보리 하셀블라드 재단의 하셀블라드상[25]
- 1992년: 오스카르 바르나크상[26]
- 1992년: 미국 예술 과학 아카데미 외국 명예 회원[4]
- 1993년: 영국 왕립 사진 협회 센테너리 메달[5]
- 1993년: 영국 왕립 사진 협회 명예 펠로우십(HonFRPS)[5]
- 1994년: 프랑스 문화부 그랑프리 나시오날[27]
- 1998년: 아스투리아스 여공상, 예술 부문[28]
- 1988년: 스페인 국왕 국제 언론상[29]
- 2003년: 일본 사진 협회상 국제상[30]
- 2007년: 포토에스파냐에서 아프리카로 M2-엘 문도 대중상 최우수 전시상[31]
- 2019년: 독일 서적상 평화상[32]
- 2021년: 세계 경제 포럼 크리스탈상[27]
- 2021년: 다카마쓰노미야 전하기념 세계문화상[27]
- 2024년: 소니 세계 사진 어워드 사진 부문 특별 공헌[33][34]

## 수상 내역
- 브라질: 히우 브랑쿠 훈장 사령관 (2004)[35]
- 프랑스: 레지옹 도뇌르 훈장 기사 (2016)[35]
- 프랑스: 문화예술공로훈장 사령관 (2014)[35]
- 모나코: 문화 공로 훈장 기사 (2018)[36]

## 출판

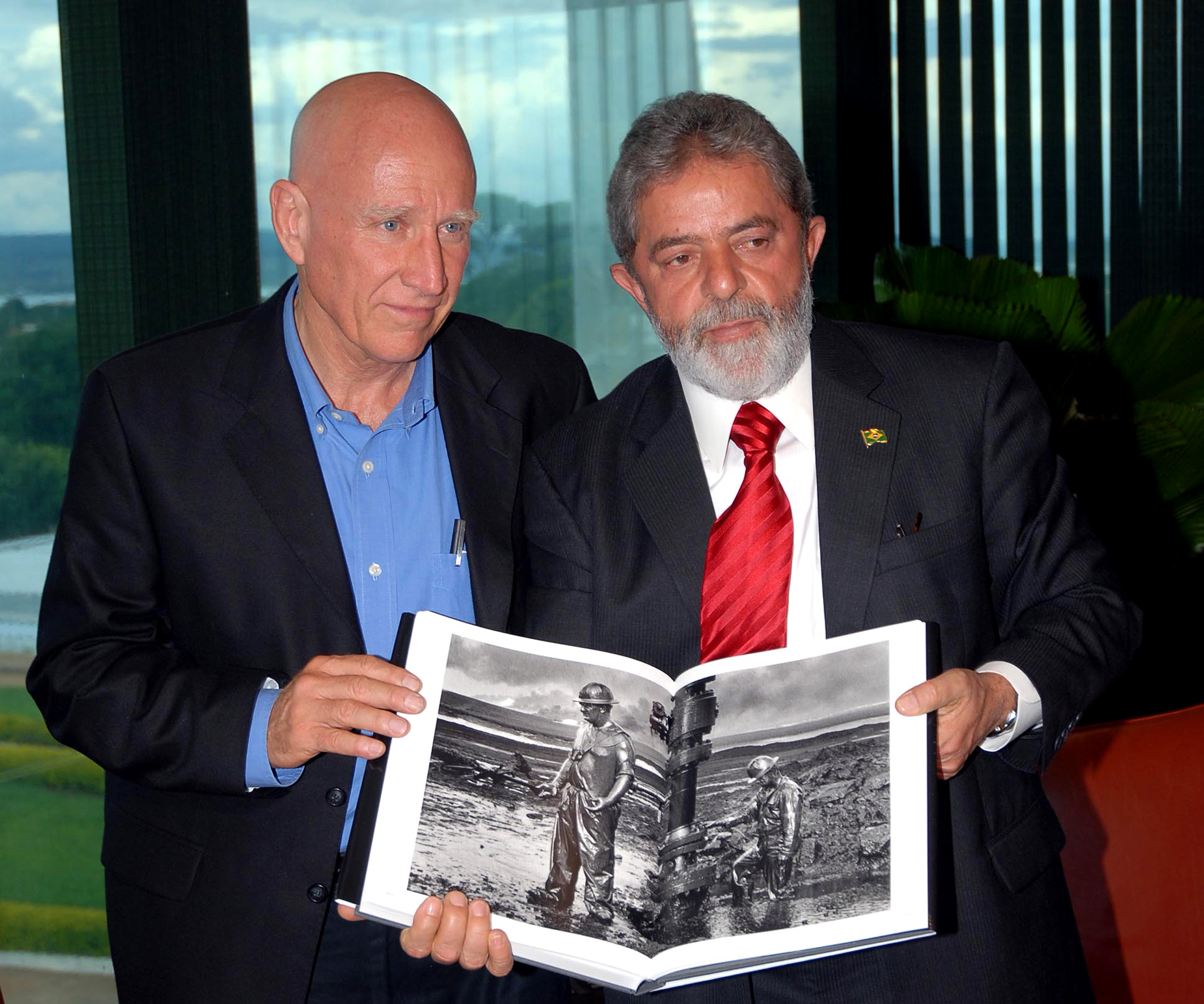
살가두(왼쪽)가 2006년 룰라의 첫 임기 중 브라질 대통령 룰라 다 시우바에게 그의 새 책을 건네고 있다.

- An Uncertain Grace. 에두아르도 갈레아노 및 프레드 리친의 에세이.
  - Salgado, Sebastião; Galeano, Eduardo; Ritchin, Fred; San Francisco Museum of Modern Art (1990). 《An uncertain grace》. New York: Aperture Foundation. ISBN 978-0-89381-460-1. OCLC 22701623.
  - Salgado, Sebastião; Galeano, Eduardo; Ritchin, Fred (2004). 《Sebastião Salgado: An uncertain grace》. London: Thames & Hudson. ISBN 978-0-500-28489-6. OCLC 56457689.
- Workers: Archaeology of the Industrial Age.
  - 《Sebastião Salgado: Workers: an archaeology of the industrial age》. London: Phaidon. 1993. ISBN 978-0-7148-2931-9. OCLC 471602337.
  - 《Trabalho, uma arqueologia da era industrial》. Portugal: Caminho. 1993. ISBN 978-972-21-0834-8. OCLC 81101769.
  - Salgado, Sebastião (2009). 《Trabalhadores : uma arqueologia da era industrial》. São Paulo: Companhia das Letras. ISBN 978-85-7164-588-2. OCLC 859535737.
- Salgado, Sebastião; Buarque de Holanda, Francisco; Saramago, José; Landers, Clifford (1997). 《Terra: struggle of the landless》. London: Phaidon Press. ISBN 0-7148-3636-2. OCLC 610974180.
- Salgado, Sebastião (2000). 《Migrations: humanity in transition》. New York: Aperture. ISBN 978-0-89381-891-3. OCLC 914864396.
  - Salgado, Sebastião; Wanick Salgado, Lélia (2016). 《Exodus》. Cologne: Taschen. ISBN 978-3-8365-6130-3. OCLC 959255065.
- The Children: Refugees and Migrants. New York: Aperture, 2000. ISBN 978-0-89381-894-4.
- Sahel: The End of the Road. Oakland, CA: University of California Press, 2004. ISBN 978-0-520-24170-1.
- Africa. Cologne: Taschen, 2007. ISBN 978-3-8365-2343-1.
- Genesis. Cologne: Taschen, 2013. ISBN 978-3-8365-3872-5.
- From my Land to the Planet. Roma: Contrasto, 2014. ISBN 978-88-6965-537-1.
- The Scent of a Dream: Travels in the World of Coffee. New York: Abrams, 2015. ISBN 978-1-4197-1921-9.
- Kuwait. A Desert on Fire. Cologne: Taschen, 2016. ISBN 978-3-8365-6125-9.
- Gold. Cologne: Taschen, 2019. Edited by Lélia Wanick Salgado. ISBN 978-3-8365-7508-9.
- Amazônia. Cologne: Taschen, 2021. Edited by Lélia Wanick Salgado. ISBN 978-3-8365-8510-1.[16]

## 출연 작품
- 세상의 소금 (2014). 살가두에 대한 다큐멘터리 영화로, 빔 벤더스와 살가두의 아들 줄리아누 히베이루 살가두가 감독했다.[18]

## 전시회

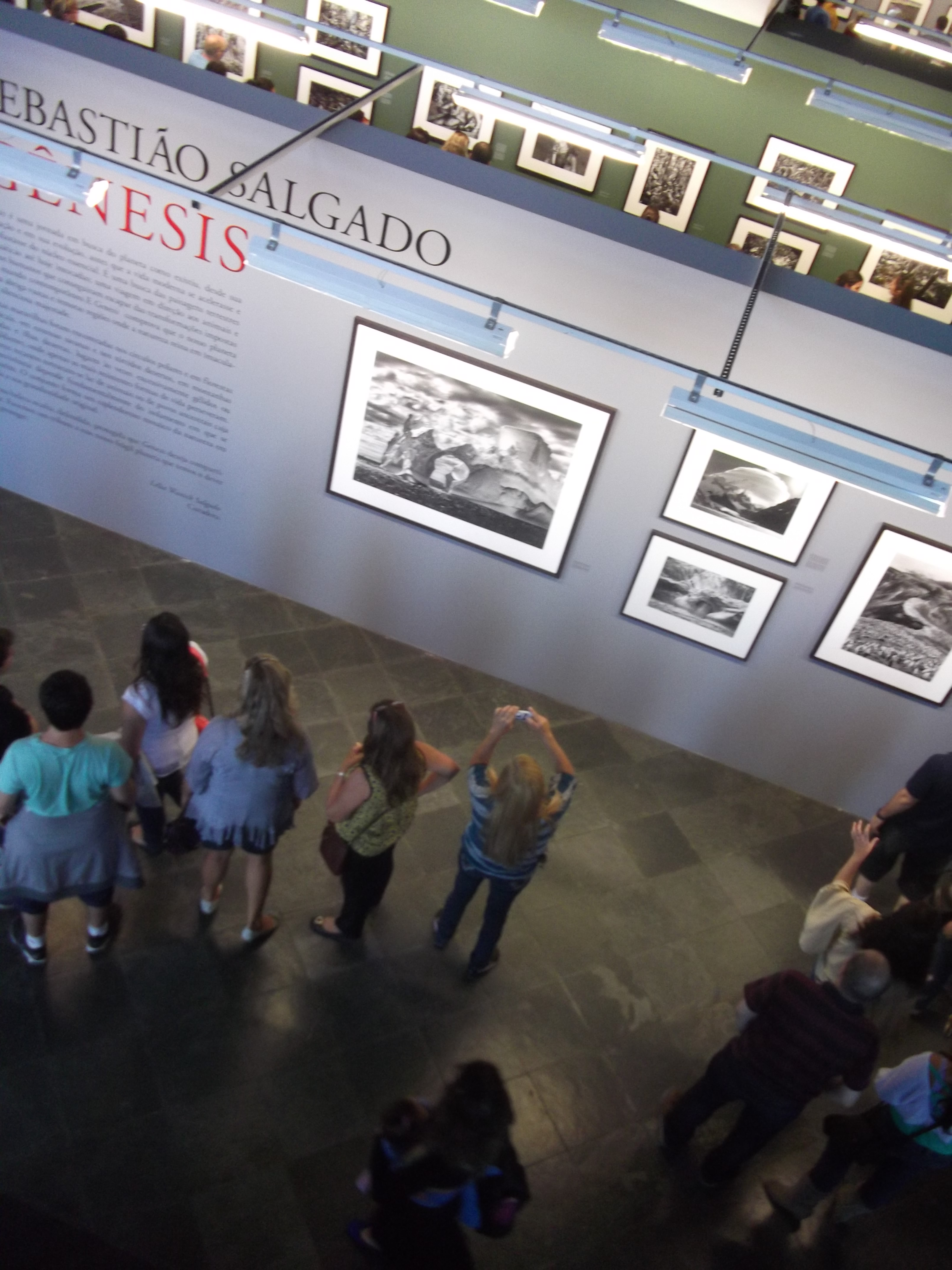
2014년 살가두의 제네시스 전시회 모습

- Genesis, 로열 온타리오 박물관, 토론토, 캐나다, 2013년;[37] 자연사 박물관 (런던), 2013년;[38] 메종 유로피안 드 라 포토그래피, 파리, 2013-14년;[39] 싱가포르 국립박물관, 2014년;[40] 예술 궁전, 벨루오리존치, 브라질, 2014년; 포토그라피스카, 스톡홀름, 2014년; 팔라초 델라 라기오네, 밀라노, 이탈리아, 2014년; 국제사진센터, 뉴욕 시, 2014-15년;[41] 카이사포럼 바르셀로나, 바르셀로나, 스페인, 2014-15년;[42] 세종문화회관, 서울, 대한민국, 2014-15년;[43] 코르도아리아 나시오날, 리스본, 포르투갈, 2015년;[44] 카이사포럼 팔마, 팔마, 스페인, 2015년;[45] 아메리카 하우스 베를린, 베를린, 2015년; 파워 스테이션 오브 아트, 상하이, 중국, 2015년; 쿤스트포이어, 뮌헨, 독일, 2015-16년; 프라하성, 프라하, 체코, 2017년;[46] 네덜란드 포토뮤지엄, 로테르담, 네덜란드, 2017년[47][43]
- Déclaration, 뮤제 드 롬, 파리, 2018-19년[48]
- Amazônia, 파리 필하모니, 2021년;[49] 과학박물관 (런던), 2021-22년;[50] 과학 산업 박물관, 맨체스터, 영국, 2022년[50] 마시 , 로마, 2021-22년;[51] 사회 상업 서비스, 상파울루, 2022-23년;[52] 리우데자네이루 미래 박물관, 2021-22년;[53] 캘리포니아 과학 센터, 로스앤젤레스, 2022년,[54] 테아트로 페르난 고메스, 마드리드, 2023-24년.[55]

## 같이 보기
- 푸루모프테루스 살가두이, 살가두의 이름을 딴 멸종된 우류프테루스 종